# Люсьєн Ліппер
Люсьєн Ліппер (фр. Lucien Lippert; 25 серпня 1913, Арлон — 13 лютого 1944, Нова Буда) — бельгійський офіцер, доброволець військ СС, оберштурмбаннфюрер СС (1944, посмертно). Кавалер Німецького хреста в золоті.

## Біографія
Професійний офіцер бельгійської армії. У липні 1941 року зарахований до легіону «Валлонія», але тільки 8 серпня 1941 поїхав в Мезеріц в свої казарми, ад'ютант легіону. З 6 квітня 1942 року — командир легіону. У січні 1943 року, коли лідер партії «Рекс» і головний ініціатор створення легіону Леон Дегрель заявив про перехід легіонерів у війська СС, Ліппер був противником цього рішення і навіть мав намір повернутися на батьківщину, зайнявши там посаду начальника Добровільної робочої служби в Валлонії. Однак один з видних діячів партії «Рекс» Віктор Матті переконав популярного серед членів легіону Ліппер залишитися командиром і перейти у війська СС.
З 1 червня 1943 по 13 лютого 1944 року — командир 5-ї добровольчої штурмової бригади СС «Валлонія». Був її першим командиром; вже після його загибелі бригада була переформована в дивізію.
У лютому 1944 року на чолі бригади брав участь в боях в оточенні під Черкасами. У період підготовки до прориву з оточення взяв участь в штурмі села Нова Буда, в ході якого був убитий. Підлеглі Ліппера під час прориву в ніч з 16 на 17 лютого винесли з оточення його тіло, загорнуте в плащ-намет. Імовірно, похований як невідомий солдат на Німецькому військовому цвинтарі в Києві.

## Оцінка сучасників
Російський емігрант першої хвилі Н. І. Сахновський, що служив в бригаді «Валлонія», характеризував його як «прекрасного і чесного кадрового офіцера бельгійської королівської армії».

## Нагороди
- Залізний хрест
  - 2-го класу (14 березня 1942)
  - 1-го класу (25 серпня 1942)
- Штурмовий піхотний знак в сріблі (25 серпня 1942)
- Медаль «За зимову кампанію на Сході 1941/42»
- Нагрудний знак «За поранення» в чорному
- Німецький хрест в золоті (20 лютого 1944, посмертно)